# Selvafbrænding
Selvafbrænding er selvmord hvor et menneske brænder sig selv ihjel ved for eksempel at overhælde sig med benzin for derefter at sætte ild til.
Disse selvmord har blandt andet været som protest mod politiske forhold. Jan Palach, der var en tjekkisk student,  brændte sig selv ihjel i protest mod nedkæmpningen af Pragforåret og mod Sovjetunionens diktat.

## Ekstern henvisninger
- Wikimedia Commons har flere filer relateret til Selvafbrænding

| Politik | Spire Denne artikel om politik og ideologi er en spire som bør udbygges. Du er velkommen til at hjælpe Wikipedia ved at udvide den. |